# Oxypetalum lutescens
Oxypetalum lutescens är en oleanderväxtart som beskrevs av Fourn.. Oxypetalum lutescens ingår i släktet Oxypetalum och familjen oleanderväxter. Inga underarter finns listade i Catalogue of Life.